# Roots-Reggae
Roots-Reggae ist eine besondere Art des Reggae, die stark von den spirituellen Ideen der Rastafari-Bewegung geprägt ist. Es handelt sich um die klassische Reggae-Variante, den Stil, der den meisten Leuten in den Sinn kommt, wenn sie das Wort Reggae hören.

## Entwicklung

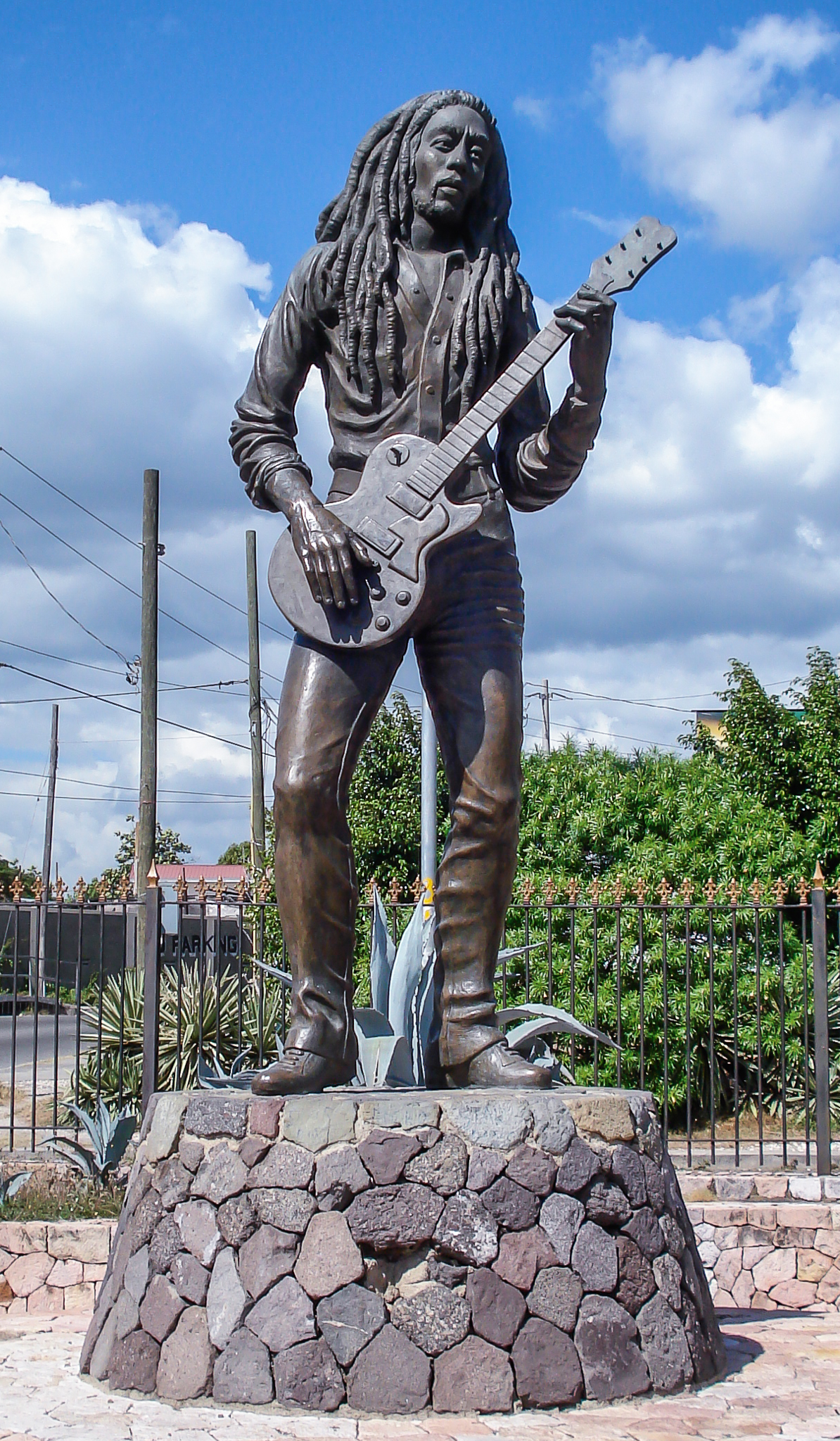
Bob-Marley-Denkmal in Kingston

Roots-Reggae entwickelte sich aus dem Early Reggae, der seinerseits auf den Rocksteady zurückgeht. Gegenüber dem frühen Reggae ist das Tempo des Roots-Reggae langsamer. Die vorher beliebten Studioeffekte wie Delay, Hall und Phaser treten weitgehend in den Hintergrund, stattdessen werden die Texte wichtiger. Sie enthalten oft Lobpreisungen Gottes („Jah Rastafari“) bzw. auf Haile Selassie I. Wiederkehrende Motive sind außerdem Armut und Widerstand gegen Unterdrückung durch die Regierung. Die kritische Haltung des Roots-Reggae erlangte insbesondere in Afrika und Südamerika, sowie natürlich auf Jamaika, politische Bedeutung.
Als erstes Album des Roots-Reggae gilt allgemein Bob Marley & The Wailers’ LP Catch a Fire von 1973, wobei es zuvor bereits Roots-Reggae unter anderem von den Abyssinians gab. Zum internationalen Durchbruch verhalf der Musikrichtung aber ein Weißer: Eric Clapton, der I Shot The Sheriff von Marleys zweiter LP Burnin’ (auch 1973) coverte und damit 1974 Platz 1 in den USA, Top-5-Erfolge in Deutschland und England erreichte. In den folgenden Jahren stieg Marley zum Reggae-Superstar auf. Als kreativer Höhepunkt des Roots-Reggae können die Jahre 1976 und 1977 gelten. Es erschienen u. a. die epochalen Alben Legalize It vom ehemaligen Marley-Mitstreiter Peter Tosh, War Ina Babylon von Max Romeo (beide 1976), Two Sevens Clash von Culture und Exodus von Marley selbst (beide 1977). Weitere wichtige Roots-Reggae-Interpreten sind Johnny Clarke, Dennis Brown, Gregory Isaacs, Horace Andy, Barrington Levy, Third World und Justin Hinds. Als Produzenten sollten Lee Perry und Coxsone Dodd genannt werden. Hits des Roots-Reggae sind Get Up, Stand Up von Bob Marley & The Wailers, Chase the Devil von Max Romeo, Police & Thieves von Junior Murvin und Armagideon Time von Willie Williams.
Der Roots-Reggae-Boom ebbte in den 1980er-Jahren, nach dem Tod Marleys, allmählich wieder ab. Roots-Reggae ist ein wichtiger Bestandteil der jamaikanischen Kultur, und obwohl er dort in seiner Popularität bald von anderen Richtungen des Reggae abgelöst wurde (z. B. Dub und Dancehall), hat er sich dennoch weltweit seine Nische erobert.